# Schloss Solliden

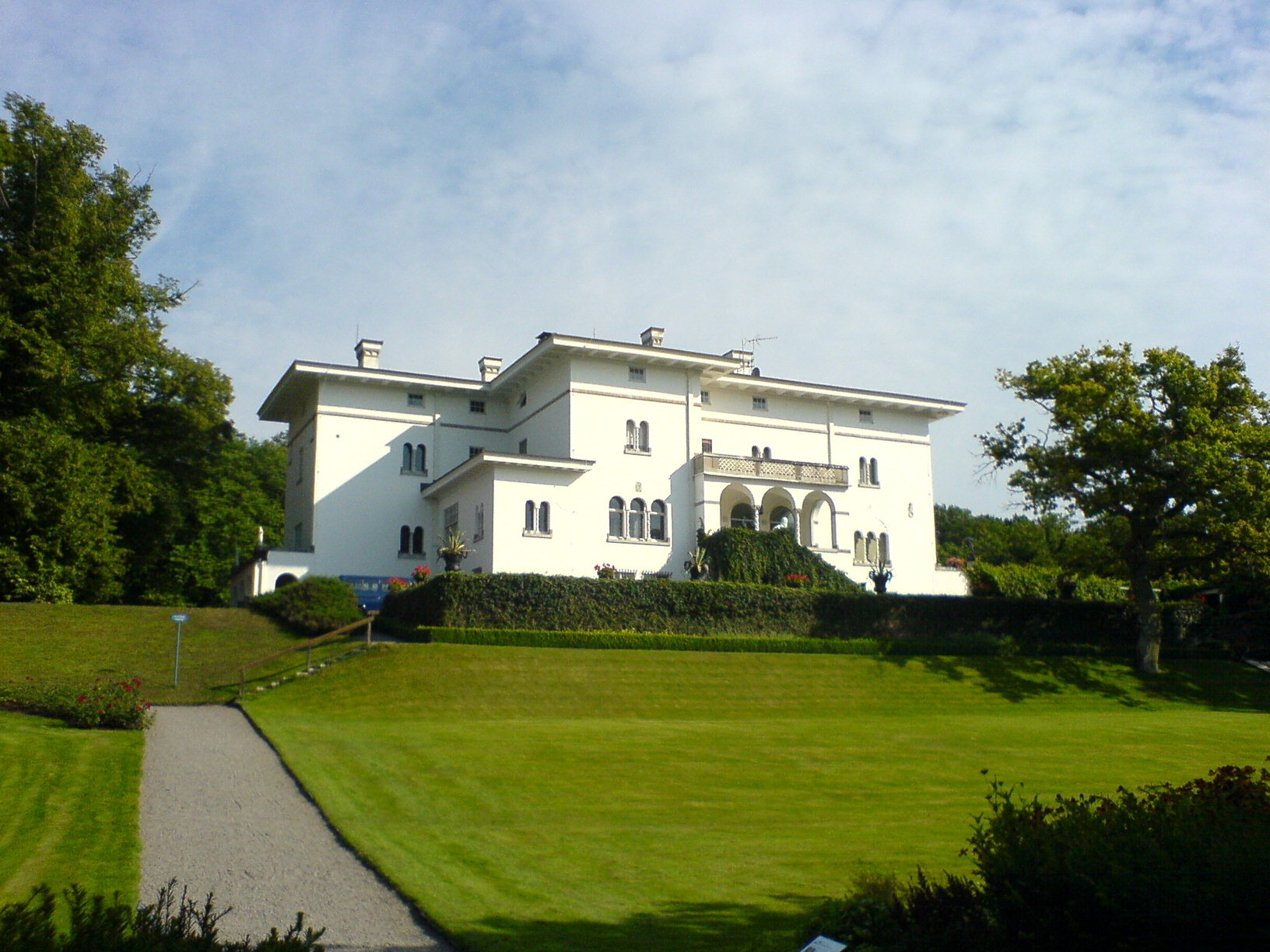
Schloss Solliden, Blick auf die Gartenfassade

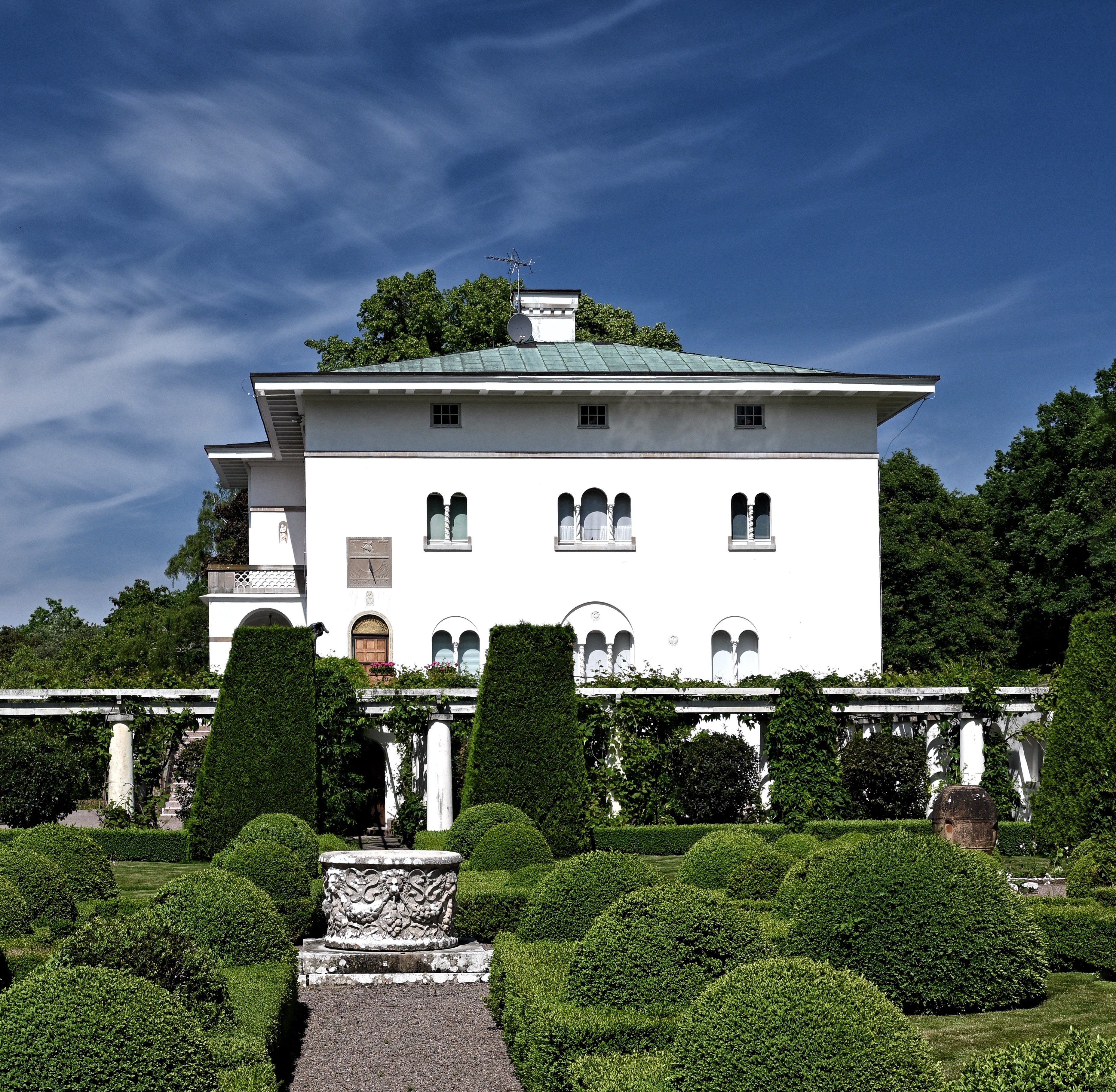
Blick auf das Hauptgebäude vom italienischen Garten

Schloss Solliden – manchmal auch Soliden geschrieben – liegt auf der schwedischen Insel Öland in der Nähe von Borgholm und ist der Sommersitz der schwedischen Königsfamilie.

## Die Königliche Villa
Schloss Solliden wurde auf Veranlassung Königin Viktorias von 1903 bis 1906 auf dem Gelände des 1806 ausgebrannten Schlosses Borgholm erbaut. Die Königin pflegte eine enge Freundschaft zu dem Arzt und Schriftsteller Axel Munthe, dessen Villa San Michele auf der italienischen Insel Capri als Vorbild für Solliden diente. Das Schlösschen besteht lediglich aus gestaffelten Gebäudeteilen, die zusammen einen annähernd quaderförmigen Baukörper unter einem flachen Kupferdach bilden. Die einzigen Dekorationen sind die von kleinen Säulen gefassten Doppel- und Dreifachfenster sowie eine Loggia auf der West- und eine überdachte Freitreppe auf der Ostseite. Das Schloss wurde nicht für repräsentative Zwecke errichtet, sondern um der Königin als intimes Sommerhaus und Landvilla zu dienen.

### Das Schloss heute

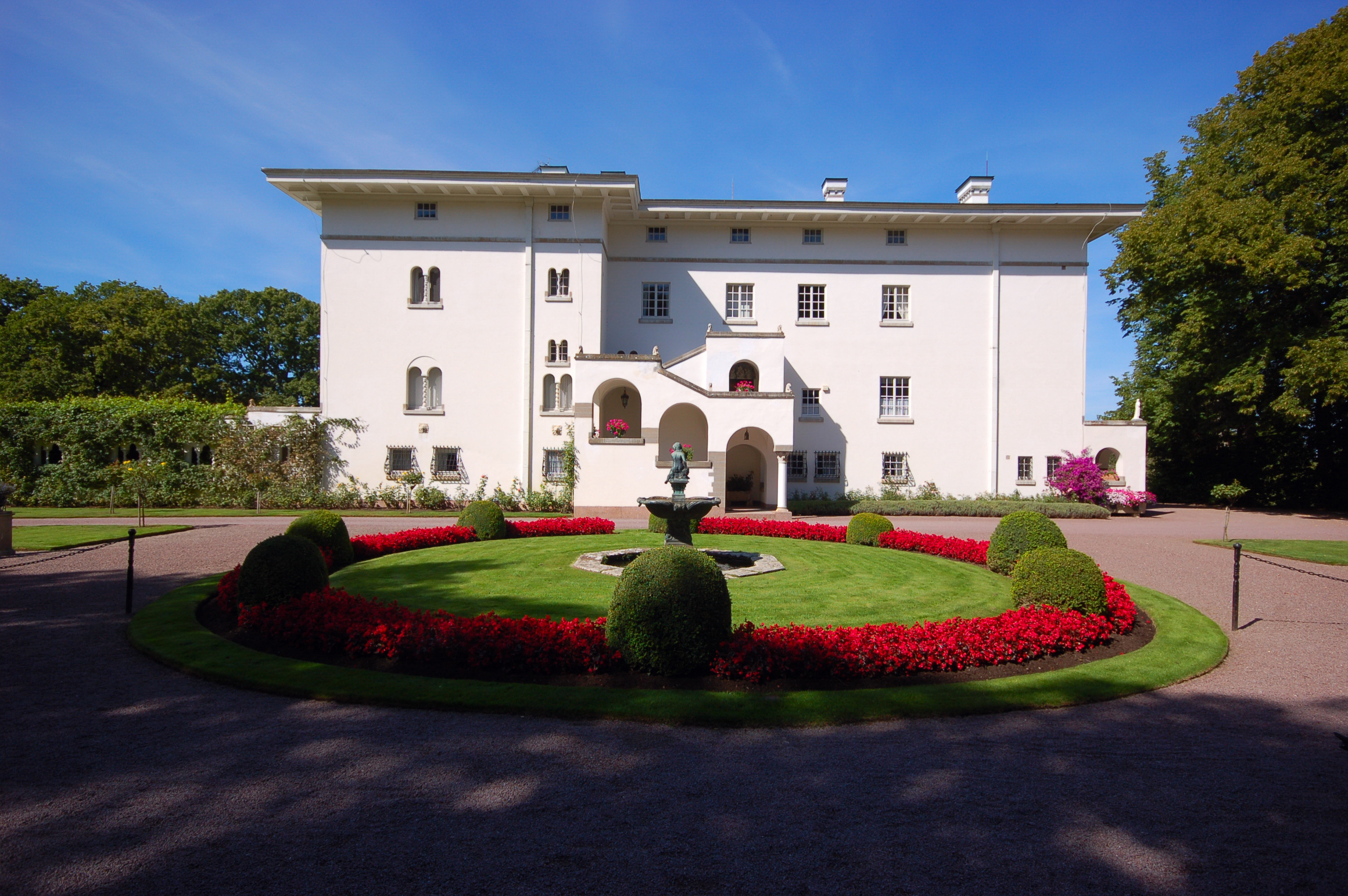
Eingangsseite

Der amtierende schwedische König Carl XVI. Gustaf erhielt Solliden bereits als Vierjähriger zum Erbe, nachdem sein Urgroßvater Gustav V. 1950 verstorben war. Das Schloss wird bis heute von der königlichen Familie benutzt und in den Sommermonaten bewohnt, die Thronfolgerin Victoria feiert hier traditionell ihre Geburtstage. Das Schloss selbst ist zwar nicht zu besichtigen, die Gartenanlage jedoch ist in den Sommermonaten geöffnet und für Besucher zugänglich.

## Der Park

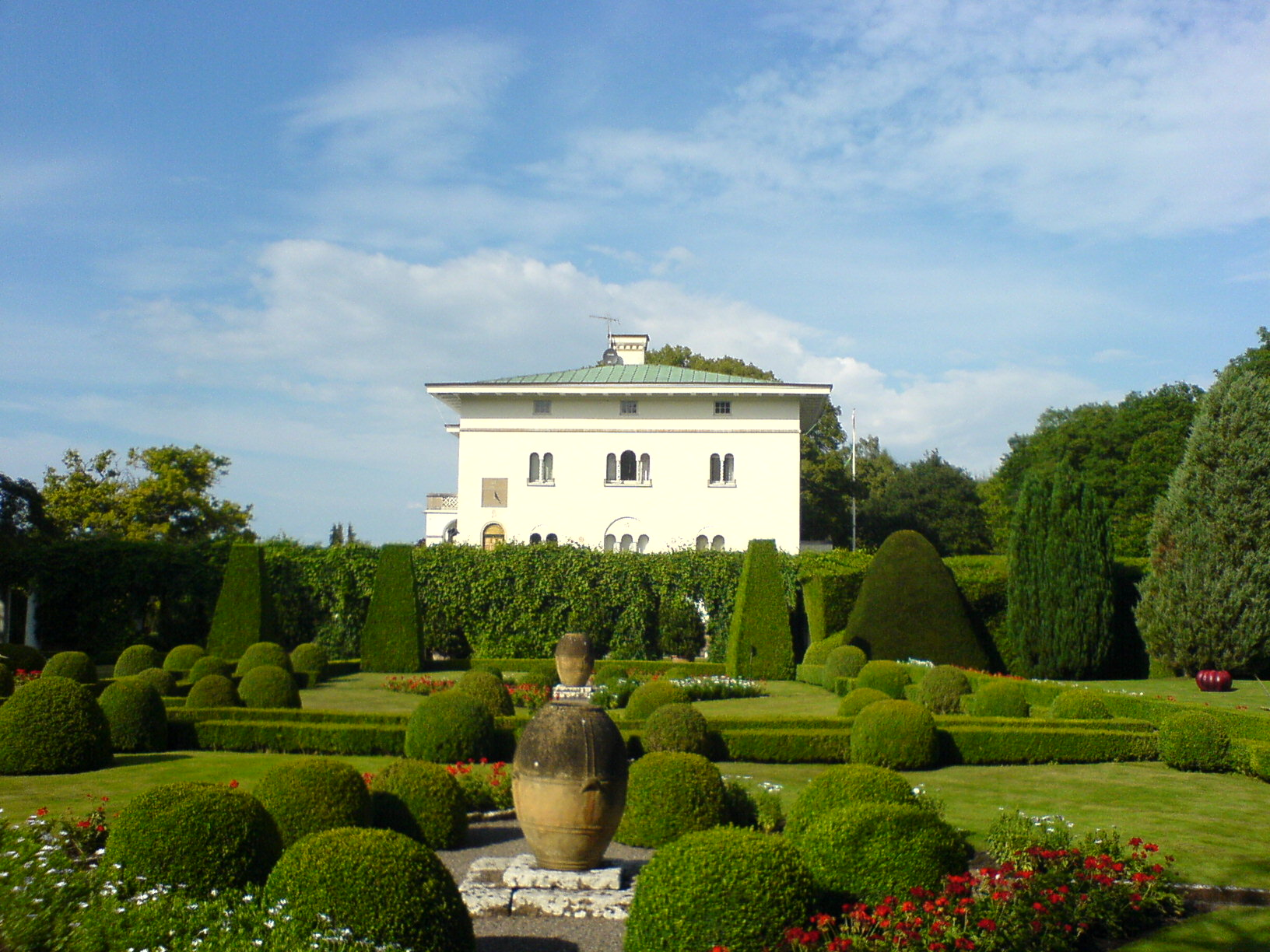
Solliden, Blick vom Italienischen Garten zum Schloss

Die eigentliche Attraktion von Schloss Solliden ist der Schlosspark. Öland ist klimatisch in zwei Zonen aufgeteilt: Während der Inselrücken und die Ostküste relativ nährstoffarm und trocken sind, herrscht auf der Westseite ein sehr mildes Klima mit günstigen Böden. An der Grenze zwischen diesen Bereichen liegt Solliden samt seinen üppigen Gartenanlagen. Die Besucher kommen in der Regel über den Haupteingang, der unterhalb einer kargen Steppenlandschaft liegt und hinter dem der Park mit seinen Wasserspielen wie eine grüne Oase wirkt.
Der Gartenbereich ist in mehrere verschiedene Bereiche aufgeteilt. Geprägt wird er von Dutzenden von verschiedenen Rosensorten, die im gesamten Park kultiviert werden. In direkter Nähe der Villa befindet sich der mit Buchsbäumen und -hecken nach Ars topiaria geschmückte „Italienische Garten“. Hier, dem Schloss gegenüber, liegt das kleine, mit Rankenpflanzen bewachsene so genannte „Spielhaus“, welches ehemals vom Gärtner samt seiner Familie benutzt wurde. Von hier führt der Weg zum „Englischen Garten“, der mit verschiedenen großen Bäumen und Rasenflächen gestaltet ist. Unterhalb der vor dem Schloss liegenden Rasenfläche befindet sich eine moderne Kaskade, welche das schwedische Parlament dem König zum Geburtstag schenkte. Der mit Marmorskulpturen geschmückte „Holländische Garten“ wiederum ist ein Geschenk der niederländischen Königin Wilhelmina an ihre Freundin Viktoria anlässlich ihres 60. Geburtstag 1922.

## Die Umgebung

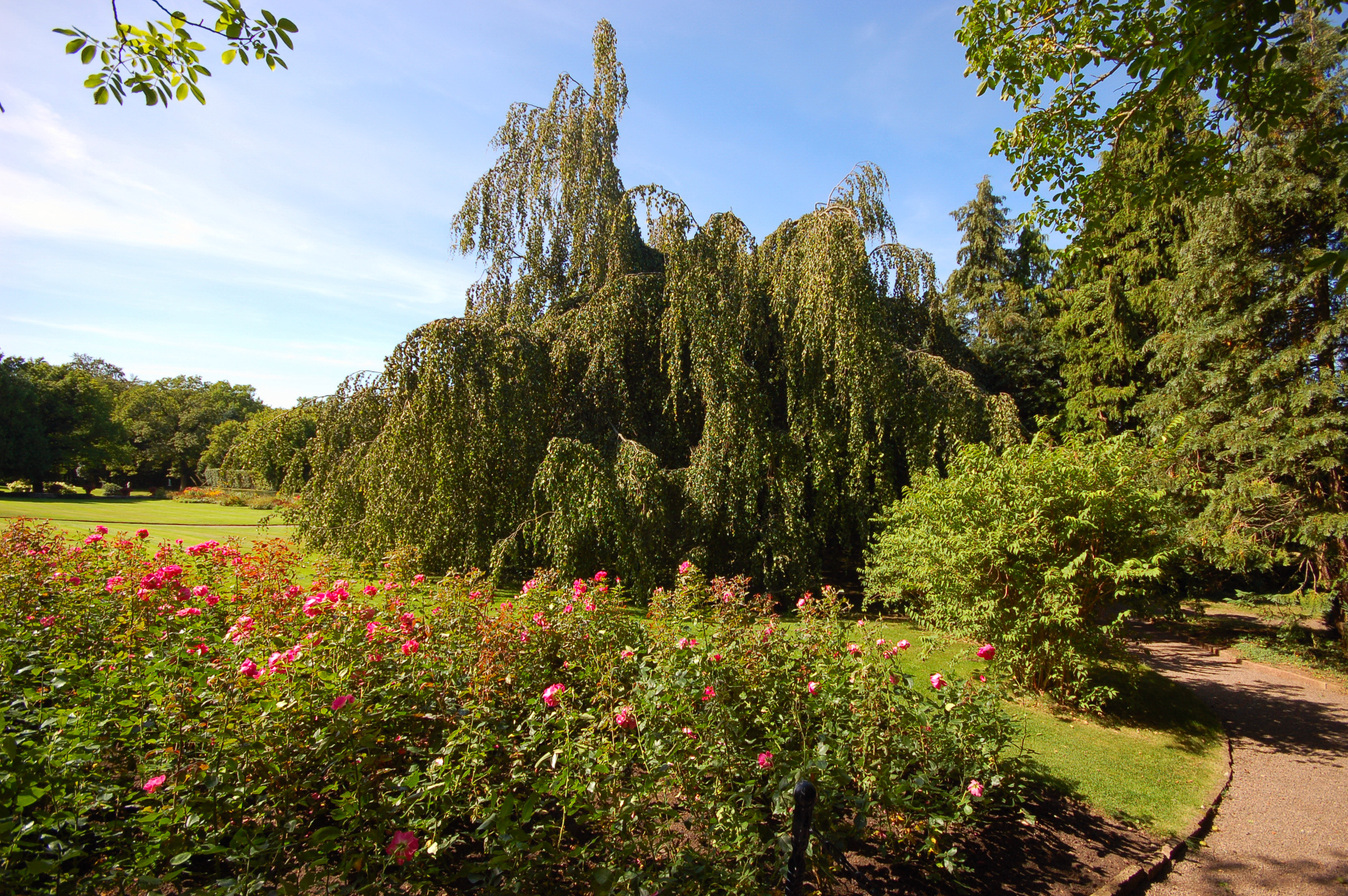
Park

Das Eingangshaus, das aus der Erbauungszeit von Schloss Solliden stammt, beherbergt neben der Kasse und dem Souvenirshop auch regelmäßige Ausstellungen zum Schloss und seinen Bewohnern.
Oberhalb des Schlossparks beginnt die öländische Steppe und in direkter Nachbarschaft zu Solliden liegt die mächtige Burgruine von Schloss Borgholm. Die ehemalige Renaissancefestung wurde im 17. Jahrhundert zu einem Barockschloss umgebaut, welches nach einem Brand im 19. Jahrhundert verfiel und heute einen pittoresken Kontrast zu den grünen Gärten von Solliden bildet.